# Premier ministre de Montserrat
Le Premier ministre de Montserrat (en anglais : Premier of Montserrat) est le chef du gouvernement du territoire britannique d'outre-mer de Montserrat depuis la constitution du 13 octobre 2010. Jusqu'en 2010, il porte le titre de Ministre en chef de Montserrat (Chief Minister of Montserrat).
Le Premier ministre de Montserrat est nommé par le gouverneur de Montserrat au nom du roi Charles III. Son cabinet, le Conseil exécutif, est nommé par le gouverneur parmi les membres élus du Conseil législatif et se compose également du procureur général, du secrétaire aux finances et de trois autres ministres.
Reuben Meade est l'actuel Premier ministre depuis le 25 octobre 2024 à la suite de la victoire de son parti, l'Alliance unie, aux législatives de 2024.

## Liste des titulaires

### Ministres en chef (1960-2011)
| N°  | Portrait                | Titulaire (Naissance-mort)           | Élection       | Mandat            | Mandat            | Mandat                     | Parti politique | Parti politique |
| N°  | Portrait                | Titulaire (Naissance-mort)           | Élection       | Début             | Fin               | Durée                      | Parti politique | Parti politique |
| --- | ----------------------- | ------------------------------------ | -------------- | ----------------- | ----------------- | -------------------------- | --------------- | --------------- |
| 1   | William Henry Bramble   | William Henry Bramble (1901-1988)    | — 1961 1966    | Décembre 1960     | Décembre 1970     | 10 ans                     |                 | MLP             |
| 2   | Percival Austin Bramble | Percival Austin Bramble (né en 1931) | 1970 1973      | Décembre 1970     | Novembre 1978     | 7 ans et 11 mois           |                 | PDP             |
| 3   | John Osborne            | John Osborne (1936-2011)             | 1978 1983 1987 | Novembre 1978     | 10 octobre 1991   | 12 ans, 11 mois et 9 jours |                 | PLM             |
| 4   | Reuben Meade            | Reuben Meade (né en 1954)            | 1991           | 10 octobre 1991   | 13 novembre 1996  | 5 ans, 1 mois et 3 jours   |                 | NPP             |
| 5   | Bertrand Osborne        | Bertrand Osborne (1935-2018)         | 1996           | 13 novembre 1996  | 22 août 1997      | 9 mois et 9 jours          |                 | MNR             |
| 6   | David Brandt            | David Brandt                         | —              | 22 août 1997      | 5 avril 2001      | 3 ans, 7 mois et 14 jours  |                 | Indépendant     |
| (3) | John Osborne            | John Osborne (1936-2011)             | 2001           | 5 avril 2001      | 2 juin 2006       | 5 ans, 1 mois et 28 jours  |                 | NPLM            |
| 7   | Lowell Lewis            | Lowell Lewis (né en 1932)            | 2006           | 2 juin 2006       | 10 septembre 2009 | 3 ans, 3 mois et 8 jours   |                 | MDP             |
| (4) | Reuben Meade            | Reuben Meade (né en 1954)            | 2009           | 10 septembre 2009 | 27 septembre 2011 | 2 ans et 17 jours          |                 | MCAP            |

### Premiers ministres (depuis 2011)
| N°  | Portrait              | Titulaire (Naissance-mort)   | Élection | Mandat            | Mandat            | Mandat                     | Parti politique | Parti politique |
| N°  | Portrait              | Titulaire (Naissance-mort)   | Élection | Début             | Fin               | Durée                      | Parti politique | Parti politique |
| --- | --------------------- | ---------------------------- | -------- | ----------------- | ----------------- | -------------------------- | --------------- | --------------- |
| (4) | Reuben Meade          | Reuben Meade (né en 1954)    | —        | 27 septembre 2011 | 12 septembre 2014 | 2 ans, 11 mois et 16 jours |                 | MCAP            |
| 8   | Donaldson Romeo       | Donaldson Romeo (né en 1962) | 2014     | 12 septembre 2014 | 19 novembre 2019  | 5 ans, 2 mois et 7 jours   |                 | PDM             |
| 9   | Easton Taylor-Farrell | Easton Taylor-Farrell        | 2019     | 19 novembre 2019  | 25 octobre 2024   | 4 ans, 11 mois et 6 jours  |                 | MCAP            |
| (4) | Reuben Meade          | Reuben Meade (né en 1954)    | 2024     | 25 octobre 2024   | en cours          | 4 mois et 17 jours         |                 | UA              |